# Boadella i les Escaules
Boadella i les Escaules település Spanyolországban, Girona tartományban. Boadella i les Escaules Darnius, Biure, Pont de Molins, Llers és Terrades községekkel határos. Lakosainak száma 260 fő (2024).

## Népesség
A település népessége az elmúlt években az alábbi módon változott:
| Lakosok száma | 160  | 549  | 521  | 417  | 221  | 234  | 241  | 248  | 252  | 260  |
|               | 1717 | 1887 | 1936 | 1960 | 1986 | 2004 | 2009 | 2014 | 2019 | 2024 |